# 가네코 후미코
가네코 후미코, 카네코 후미코,(일본어: 金子文子 かねこふみこ[*]) 혹은 박문자(한국 한자: 朴文子, 1903년 1월 25일 ~ 1926년 7월 23일)는 일본의 아나키스트이다. 조선의 아나키스트이자 독립운동가인 박열의 부인으로, 대한민국 경상북도 문경에 묘가 있다.

## 생애
일본의 가나가와현 요코하마 출생이다. 아버지와 어머니에게 양육을 거부당하여 출생 신고가 되지 못해 무적자(無籍者)라는 이유로 학교를 제때 다니지 못하는 등 어려운 가정 환경에서 자랐다.
일본에 있는 친척집에 맡겨져 자라던 중 1912년 충청북도 청원군 부용면에 살던 고모의 집에 들어가 할머니에게 학대당하면서 약 7년간 조선에서 살며 부강심상소학교에서 수학하였다. 그 동안에 3·1 운동을 목격한 후 조선인들의 독립 의지를 확인하고 이에 동감하였다.
1919년 일본으로 돌아왔으나 어머니는 여전히 결혼과 이혼을 반복하는 불안정한 상황이었다. 이에 아버지의 집에서 지내기도 하였으나, 문란한 생활을 하던 스님인 외삼촌과 자신을 팔아넘기려는 아버지와의 사이가 좋지 않아 혼자 도쿄의 친척집으로 올라와 신문을 배달하고 어묵집 점원으로서 노동하면서 세이소쿠 가쿠엔 영어 교습소에서 공부하였다. 이때 사회주의자들과 만나 교류하면서 이 사람들에게 영향받아 아나키스트가 되었고 1921년에는 도쿄에 유학한 조선인 사회주의자들과도 알고 지내게 되었다.
1922년 박열과 만나 동거를 시작하였고 흑도회와 흑우회에 가입하고서 기관지를 함께 발행하는 등 박열과 뜻을 같이하였다. 박문자(朴文子)라는 필명으로 활동하며 독립운동을 옹호하고 일제의 탄압 정책을 비판했으며, 이면으로는 일왕 부자를 폭살하고자 박열 의사를 도와 의열단과 연계한 폭탄 반입을 추진했다.
1923년 4월 박열과 함께 아나키즘 단체인 불령사(不逞社)를 조직하였고 간토 대지진이 일어나면서 보호 검속 명목으로 연행당하였다.
如何ナル朝鮮人ノ思想ヨリ日本ニ對スル叛逆的氣分ヲ除キ去ル事ハ出來ナイデアリマセウ。 私ハ大正八年中朝鮮ニ居テ朝鮮ノ獨立騷擾ノ光景ヲ目擊シテ、私スラ權力ヘノ叛逆氣分ガ起リ、朝鮮ノ方ノ為サル獨立運動ヲ思フ時、他人ノ事トハ思ヒ得ヌ程ノ感激ガ胸ニ湧キマス。
그 어떤 조선인의 사상으로부터 일본에 대한 반역적인 기분을 없앨 수는 없을 것입니다. 저는 다이쇼 8년 중에 조선에 있으며 조선의 독립 소요의 광경을 목격하고 저조차 권력을 향한 반역적인 기분이 들었으며, 조선 분들이 하고 계신 독립 운동을 생각할 때면 남의 일 같지 않게 감격이 가슴에 벅차오릅니다.
— 1924년 1월 23일 제4회 신문조서

그녀는 천황을 암살하려한, 소위 대역죄 명목으로 1926년 사형을 판결받았다. 며칠 뒤 무기징역형으로 감형되었으나, 1926년 7월 23일 우쓰노미야 형무소에서 의문의 죽음을 맞았다.
박열과 가네코 후미코는 옥중에서 서류상으로 결혼했기에 박열의 형이 유골을 인수하여 고향인 문경에 안장했다. 일본 제국 내에 시신을 거둬 줄 사람이 없어서 박열과 옥중에서 결혼 서류를 작성하고 서류상 박씨 문중의 사람이 되었다. 여사의 묘는 경북 문경읍 팔영리에 조성됐지만 일제의 철저한 감시 속에 방치된 채 잊혀졌다. 그러다 1973년 아나키즘 독립지사들이 뜻을 모아 묘역을 정비하고 기념비를 세웠다. 이후 2003년 박열의사기념공원 조성과 함께 현재 위치인 박열의사기념관 내로 이장하게 됐다.

## 사진 사건
박열과 후미코가 같이 찍힌 사진이 감옥 밖으로 유출되었는데 정우회와 정우본당 등의 야당이 대역범죄인을 우대했다는 것으로 간주하면서 와카쓰키 내각 사퇴 운동에 이용하였다. 야당은 이 사진을 인쇄 살포하여 정치 문제화 하려고 하였다. 이 때문에 3일간 의회가 정지되었고 사건의 예심판사 다테마쓰는 1926년 8월 9일 사직서를 제출하였고 11일 사표가 수리되었다.

## 사후
- 묘소는 박열의 고향인 경상북도 문경시에 건립된 박열의사기념관의 옆에 있다. 정부는 가네코 후미코에게 2018년 3월 1일 일제에 저항한 공을 기려 일본인으로는 두 번째로 대한민국 건국훈장 애국장을 추서했다.[4]
- 전기로 야마다 쇼지의 《가네코후미코》가 있다.
- 한국방송의 《KBS스페셜》에서 가네코 후미코와 박열에 대한 다큐멘터리를 제작, 방영하였다[5].

## 독립유공자 포상
박열과 함께 독립운동을 지원한 공적이 인정되어 2018년 건국훈장 애국장이 수여되었다. 2022년 국가보훈처는 가네코 후미코 선생과 후세 다쓰지 선생을 2023년 5월의 독립운동가로 선정하였다.

## 작품 목록

### 수기
- 何が私をこうさせたか(무엇이 나를 이렇게 만들었는가)

## 관련 작품
- 영화 《박열》 (배우:최희서)
- 뮤지컬 <박열> (배우: 이정화, 허혜진, 최지혜)
- 뮤지컬 <22년 2개월> (배우: 최수진, 강혜인, 홍나현)

## 같이 보기
- 박열
- 관동대지진
- 아나키즘
- 일본 제국주의
- 아나키스트
- 니힐리즘 운동

## 참고자료
- 야마다 쇼지 (2003년 3월 15일). 《가네코후미코 - 식민지 조선을 사랑한 일본 제국의 아나키스트》. 번역 정선태. 서울: 산처럼. ISBN 978-89-90062-04-8.
- 허미경 (2003년 3월 28일). “<가네코후미코> 야마다 쇼지 - '천황제' 폭거한 여성 아나키스트”. 한겨레. 2007년 12월 27일에 확인함.[깨진 링크(과거 내용 찾기)]